# Michel Gauthier (homme politique)
Pour les articles homonymes, voir Michel Gauthier.
Michel Gauthier, né le 18 février 1950 à Québec et mort le 30 mai 2020, est un homme politique canadien québécois. 
Il a été chef du Bloc québécois pendant un an (1996 à 1997), ainsi que chef de l'opposition durant cette même période. Il est leader parlementaire en chambre de 1997 à 2007. Il quitte la vie politique en 2007 et devient animateur d'une émission d'affaires publiques au réseau TQS. 

## Biographie

### Jeunesse et études
Michel Gauthier, fils de Joseph-Georges Gauthier, est titulaire d'un baccalauréat en enseignement élémentaire à l'Université du Québec à Chicoutimi.

### Carrière
De 1970 à 1981 et de nouveau à partir de 1988, Michel Gauthier occupe divers postes à la Commission scolaire de Roberval.
En 1981, il est élu député de Roberval à l'Assemblée nationale du Québec sous la bannière du Parti québécois. Durant son premier mandat, il exerce la fonction d'adjoint parlementaire du ministre des Finances. Il occupe le poste de député jusqu'à sa démission le 2 février 1988, soit seulement 2 semaines après que Parizeau eut annoncé qu'il briguerait la chefferie .
En 1993, il se présente pour le Bloc québécois à la Chambre des communes du Canada. Il est élu dans la circonscription de Roberval. Jusqu'à ce que le chef du parti, Lucien Bouchard, démissionne en 1996, il exerce la fonction de leader parlementaire de l'Opposition officielle. Il est élu par ses pairs comme chef du parti, le 17 février 1996, mais ne reste en poste que jusqu'au 2 décembre 1996.
À la suite de la nomination de son successeur (Gilles Duceppe), il redevient leader parlementaire du Bloc québécois jusqu'à son retrait de la vie politique en 2007.

#### Démission et travail dans les médias
Le 28 mars 2007, Michel Gauthier annonce aux médias son retrait de la vie politique en évoquant des problèmes de santé.
Le 12 avril 2007, le Bloc québécois annonce que Michel Gauthier cédera sa tâche de leader parlementaire à M. Pierre Paquette, député dans le comté de Joliette.
Le 20 août 2007, Michel Gauthier anime sa première émission sur les ondes de TQS. Michel Gauthier collabore également au Grand journal animé par Jean-Luc Mongrain.

#### Au Parti conservateur du Canada
Le 12 mai 2018, Michel Gauthier annonce qu'il joint le Parti conservateur du Canada. Il consacrera ses efforts à l'élection de députés québécois au sein de la formation politique fédérale : « J'ai décidé, pour la deuxième partie de mon engagement politique, que je mettrais autant d'énergie que je le pourrais pour faire en sorte que la participation du Québec à un gouvernement conservateur soit significative et qu'elle soit positive ». Quant au parti dont il a été le chef, il affirme : « Le Bloc, son avenir est derrière lui ».

### Mort
Atteint d'un cancer du poumon, Michel Gauthier meurt le 30 mai 2020,.